# Панамска превлака
Панамска превлака (енгл. Isthmus of Panama, шп. Istmo de Panamá), земљоуз који спаја Северну и Јужну Америку. Историјски је позната и под називом Даријенски земљоуз (шп. Istmo de Darién). Налази се између Карипског мора на северу и Тихог океана на југу, који су од 1914. повезани Панамским каналом. Има огроман саобраћајни и стратегијски значај.

## Историја
Панамску превлаку је открио Кристифор Колумбо тражећи поморски пролаз за Индију приликом свог четвртог путовања (1502), а први ју је истражио и прешао шпански конкистадор Васко Нуњез де Балбоа 1513. године, откривши тако најкраћи копнени пут између Атлантског и Тихог океана. Након колонизације Панаме коју је спровео Педраријас Давила (1514-1530), ова област постала је база за освајање краљевине Инка (1531) и релејна станица за поморску трговину између Азије, Јужне Америке и Шпаније.

## Географија

### Рељеф
Панамску превлаку чине источна и западна планинска регија између којих је равница обрасла прашумом, и плодна равница уз морску обалу.

### Клима
Панамска превлака налази се у екваторијалном појасу, са топлом и влажном екваторијалном климом преко целе године, са годишњом осцилацијом температуре између 24 и 32 °C, уз скоро сталну влажност између 70 и 90%.